# 南アフリカの国旗
南アフリカの国旗（みなみアフリカのこっき、英語: Flag of South Africa、アフリカーンス語: Vlag van Suid-Afrika）は、南アフリカ共和国の国旗である。
ネルソン・マンデラの言葉であるレインボーネーションからレインボーフラッグ（英語: Rainbow-Flag）とも、またアフリカーンス語で「六色」を意味する「Seskleur」とも呼ばれる。

## 概要
アパルトヘイトの終焉と同時に、人種差別主義からの決別を明確にするため、1994年4月27日に以前の国旗を廃止し、新国旗を制定した。当初臨時の国旗としてデザインされたものが、評判が良かったため最終的に正式な国旗として憲法で定められた。
制定時には、特に色には象徴的な意味はないとされていたが、近年は意味づけが非公式に伝えられている。赤は過去の対立の中で流された血、青は空と二つの海、緑は南アフリカで欠かせない農場と自然、黄は南アフリカで産出される金に代表される天然資源、黒は南アフリカの黒人の国民と他のアフリカ諸国とのつながり、白は南アフリカの白人の国民と平和を、それぞれ示していると言われている。
公式的に色には特に意味はないとしながらも、黒・黄・緑はアフリカ民族会議 (African National Congress) の旗の三色であり、残りの赤・青・白は旧宗主国のイギリス、オランダ国旗の三色である。そのため現在の国旗はアフリカの伝統と歴史を示していると解釈される。また、この6つの色は心理学的原色でもある。なお、制定当時に首相だったフレデリック・ウィレム・デクラークは、後に自伝（The Last Trek: a New Beginning）で、この旗の赤色には、イギリス系人が好んだイギリス国旗の赤でも、アフリカーナーが好んだ旧オランダ国旗のオレンジでもない、チリ・レッド（黄色味のかかった赤）を選んだとしている。
| 色   | Textile colour                | パントーンでの相当する色 | RGB 16進数 | RGB値         | 例 |
| ---- | ----------------------------- | ------------------------ | ---------- | ------------- | -- |
| 緑   | CKS 42 c Spectrum green       | 3415 c                   | #007749    | 0, 122, 77    |    |
| 黒   | CKS 401 c Blue black          |                          | #000000    | 0, 0, 0       |    |
| 白   | CKS 701 c National flag white |                          | #FFFFFF    | 255, 255, 255 |    |
| 金色 | CKS 724 c Gold yellow         | 1235 c                   | #FFB81C    | 255, 182, 18  |    |
| 赤   | CKS 750 c Chilli red          | 179 c                    | #E03C31    | 222, 56, 49   |    |
| 青   | CKS 762 c National flag blue  | Reflex blue c            | #001489    | 0, 35, 149    |    |

国防軍旗
?陸軍旗
?軍艦旗
空軍旗

## 軍旗の変遷

### 国防軍旗

?1947年から1981年までの国防軍旗
?1981年から1994年までの国防軍旗
?1994年から2003年までの国防軍旗

### 陸軍旗

?1973年から1994年までの陸軍旗
?1994年から2002年までの陸軍旗
?2002年から2003年までの陸軍旗

### 軍艦旗

?1946年から1951年までの軍艦旗
?1951年から1952年までの軍艦旗
?1952年から1959年までの軍艦旗
?1959年から1981年までの軍艦旗
?1981年から1994年までの軍艦旗

### 空軍旗

?1940年から1951年までの空軍旗
?1951年から1958年までの空軍旗
?1958年から1967年までの空軍旗
?1967年から1970年までの空軍旗
?1970年から1981年までの空軍旗
?1981年から1982年までの空軍旗
?1982年から1994年までの空軍旗
?1994年から2003年までの空軍旗

## 歴史
| ?                    | ?イギリス植民地?1795 - 1910 ?                                          | ?                                                                      | ?ナタール共和国? 1839 - 1843?                                          | ?                                                     | ?ケープ植民地? 1795 - 1910?                           |
| ?                    | ?イギリス植民地?1795 - 1910 ?                                          | ?                                                                      | ?トランスヴァール共和国? 1852 - 1902?                                  | ?                                                     | ? トランスヴァール植民地? 1902 - 1910?                |
| ?                    | ?イギリス植民地?1795 - 1910 ?                                          | ?                                                                      | ?オレンジ自由国? 1854 - 1902?                                          | ?                                                     | ?オレンジ川植民地? 1902 - 1910?                       |
| ?                    | ?南アフリカ連邦? 1910 - 1928 ?国旗は1912年に一部改定?                  | ?南アフリカ連邦? 1910 - 1928 ?国旗は1912年に一部改定?                  | ?南アフリカ連邦? 1910 - 1928 ?国旗は1912年に一部改定?                  | ?南アフリカ連邦? 1910 - 1928 ?国旗は1912年に一部改定? | ?南アフリカ連邦? 1910 - 1928 ?国旗は1912年に一部改定? |
| ?                    | ?南アフリカ連邦? 1910 - 1928 ?国旗は1912年に一部改定?                  | ?南アフリカ連邦? 1910 - 1928 ?国旗は1912年に一部改定?                  | ?南アフリカ連邦? 1910 - 1928 ?国旗は1912年に一部改定?                  | ?南アフリカ連邦? 1910 - 1928 ?国旗は1912年に一部改定? | ?南アフリカ連邦? 1910 - 1928 ?国旗は1912年に一部改定? |
| ?                    | ?南アフリカ連邦? 1928 - 1961?                                          | ?南アフリカ連邦? 1928 - 1961?                                          | ?南アフリカ連邦? 1928 - 1961?                                          | ?南アフリカ連邦? 1928 - 1961?                         | ?南アフリカ連邦? 1928 - 1961?                         |
| ?                    | ?南アフリカ共和国? 1961 - 1994? 1982年に正式な色合いが若干変更された。 | ?南アフリカ共和国? 1961 - 1994? 1982年に正式な色合いが若干変更された。 | ?南アフリカ共和国? 1961 - 1994? 1982年に正式な色合いが若干変更された。 | ?                                                     | ?トランスカイ? 1963 - 1994?                           |
| ?                    | ?南アフリカ共和国? 1961 - 1994? 1982年に正式な色合いが若干変更された。 | ?南アフリカ共和国? 1961 - 1994? 1982年に正式な色合いが若干変更された。 | ?南アフリカ共和国? 1961 - 1994? 1982年に正式な色合いが若干変更された。 | ?                                                     | ?ボプタツワナ? 1972 - 1994?                           |
| ?                    | ?南アフリカ共和国? 1961 - 1994? 1982年に正式な色合いが若干変更された。 | ?南アフリカ共和国? 1961 - 1994? 1982年に正式な色合いが若干変更された。 | ?南アフリカ共和国? 1961 - 1994? 1982年に正式な色合いが若干変更された。 | ?                                                     | ?ヴェンダ? 1979 - 1994?                               |
| ?                    | ?南アフリカ共和国? 1961 - 1994? 1982年に正式な色合いが若干変更された。 | ?南アフリカ共和国? 1961 - 1994? 1982年に正式な色合いが若干変更された。 | ?南アフリカ共和国? 1961 - 1994? 1982年に正式な色合いが若干変更された。 | ?                                                     | ?シスカイ? 1981 - 1994?                               |
| 南アフリカ共和国の旗 | 南アフリカ共和国 1994 - 現在                                           | 南アフリカ共和国 1994 - 現在                                           | 南アフリカ共和国 1994 - 現在                                           | 南アフリカ共和国 1994 - 現在                          | 南アフリカ共和国 1994 - 現在                          |